# Plavno (národní přírodní rezervace)
Plavno je národní přírodní rezervace v oblasti Poľana. Nachází se v katastrálním území města Banská Bystrica v okrese Banská Bystrica v Banskobystrickém kraji na Slovensku. Území bylo vyhlášeno či novelizováno v letech 1950, 1988 na rozloze 28,0800 ha. Ochranné pásmo nebylo stanoveno.